# Syrisch pond
Het pond is de munteenheid van Syrië. Eén pond is honderd piasters. De onderverdeeleenheid piaster wordt niet meer gebruikt.
De Syriërs zelf noemen de munteenheid lira.
De volgende munten worden gebruikt: 1, 5, 10 en 25 pond of lira. Het papiergeld is beschikbaar in 50, 100, 200, 500 en 1000 pond of lira. In 2010 zijn er nieuwe bankbiljetten van 50, 100 en 200 pond ingevoerd.